# Helen Wainwright
Helen E. Wainwright, posteriorment coneguda pel seu nom de casada Helen Stelling, (Nova York, 15 de març de 1906 – Hampton Bays, Nova York, 11 d'octubre de 1965) va ser una saltadora i nedadora estatunidenca que va competir en els anys posteriors a la Primera Guerra Mundial.
El 1920 va prendre part en els Jocs Olímpics d'Anvers, on va disputar la prova de trampolí de 3 metres del programa de salts. En aquesta prova guanyà la medalla de plata en finalitzar rere la seva compatriota Aileen Riggin.
Quatre anys més tard, als Jocs de París, va disputar la prova dels 400 metres lliures del programa de natació. En ella va guanyar la medalla de plata, finalitzant rere la seva compatriota Martha Norelius.
El 1972 fou incorporada a l'International Swimming Hall of Fame. És l'única dona en la història dels Jocs que ha guanyat una medalla de plata tant en salts com en natació.